# 경주 김씨 판도판서공파 족보 목판
경주김씨 판도판서공파 족보 목판(慶州金氏 版圖判書公派 族譜 木板)은 충청북도 보은군 보은읍에 있는 조선시대의 족보 목판이다. 2009년 12월 4일 충청북도의 유형문화재 제314호로 지정되었다.

## 개요
경주김씨 판도판서공파의 족보를 간행하고 전해져오는 판목으로, 족보의 서문과 발문에 의하면 족보의 원고가 완성된 것은 1648년이며 판목이 새겨진 것은 1685년경으로 판단된다. 족보를 통해보면 판목의 수량은 도합 40매 정도이며 현재 17매의 판목은 소실되고 23매 판목만 전해지고 있다.
비록 결판이 있기는 하나 17세기의 지방목판인쇄술의 수준과 판각술을 짐작할 수 있는 자료이고 보존상태가 양호하다.

## 참고 자료
- 경주김씨 판도판서공파 족보 목판 - 국가유산청 국가유산포털